# فيلي بيرك
فيلي بيرك (بالإنجليزية: Willie Burke)‏ (4 سبتمبر 1972 بدبلن في جمهورية أيرلندا - ) هو لاعب كرة قدم أيرلندي في مركز الدفاع. لعب مع باتريك أتلتيك ونادي شامروك روفرز.

## وصلات خارجية
- فيلي بيرك على موقع قاعدة بيانات كرة القدم.إي يو (الإنجليزية)